# 拜烏維爾 (密蘇里州)
拜烏維爾（英語：Bayouville）是位於美國密蘇里州新馬德里縣的非建制地區。

## 歷史
拜烏維爾的郵局於1900年設立，其後於1930年停運。

## 地理
拜烏維爾所處的海拔為高於海平面92米（即302英呎），而該地所採用的時區為UTC-6，即北美中部時區（CST）。同時該地設有夏令時間，為UTC-6調快一小時，即UTC-5（CDT）。